# Askeran
Askeran (in azero Əsgəran, in armeno Ասկերան?) è una comunità urbana in Azerbaigian, appartenente al distretto di Xocalı, ex capoluogo della omonima regione, nella repubblica del Nagorno Karabakh.
Conta 2 300 abitanti e sorge a 18 chilometri di distanza dalla capitale Step'anakert. Negli ultimi anni è stata interessata a progetti di riqualificazione urbanistica post bellica che hanno visto, tra l'altro, la costruzione di nuovi edifici pubblici, della cattedrale, dello stadio e di moderni insediamenti abitativi in periferia.
Nei pressi dell'abitato sorge una fortezza costruita nel X secolo e successivamente ampliata, oggetto di recenti restauri.
Nel 1988 la città fu teatro di violenti scontri interetnici tra armeni e azeri che segnarono il prologo della prima guerra del Nagorno Karabakh.

## Galleria d'immagini

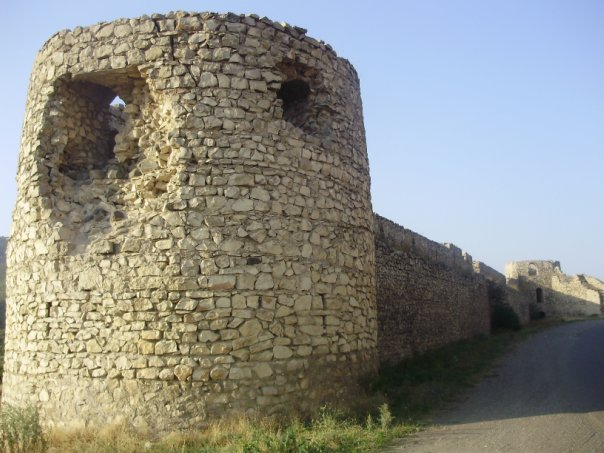
La fortezza
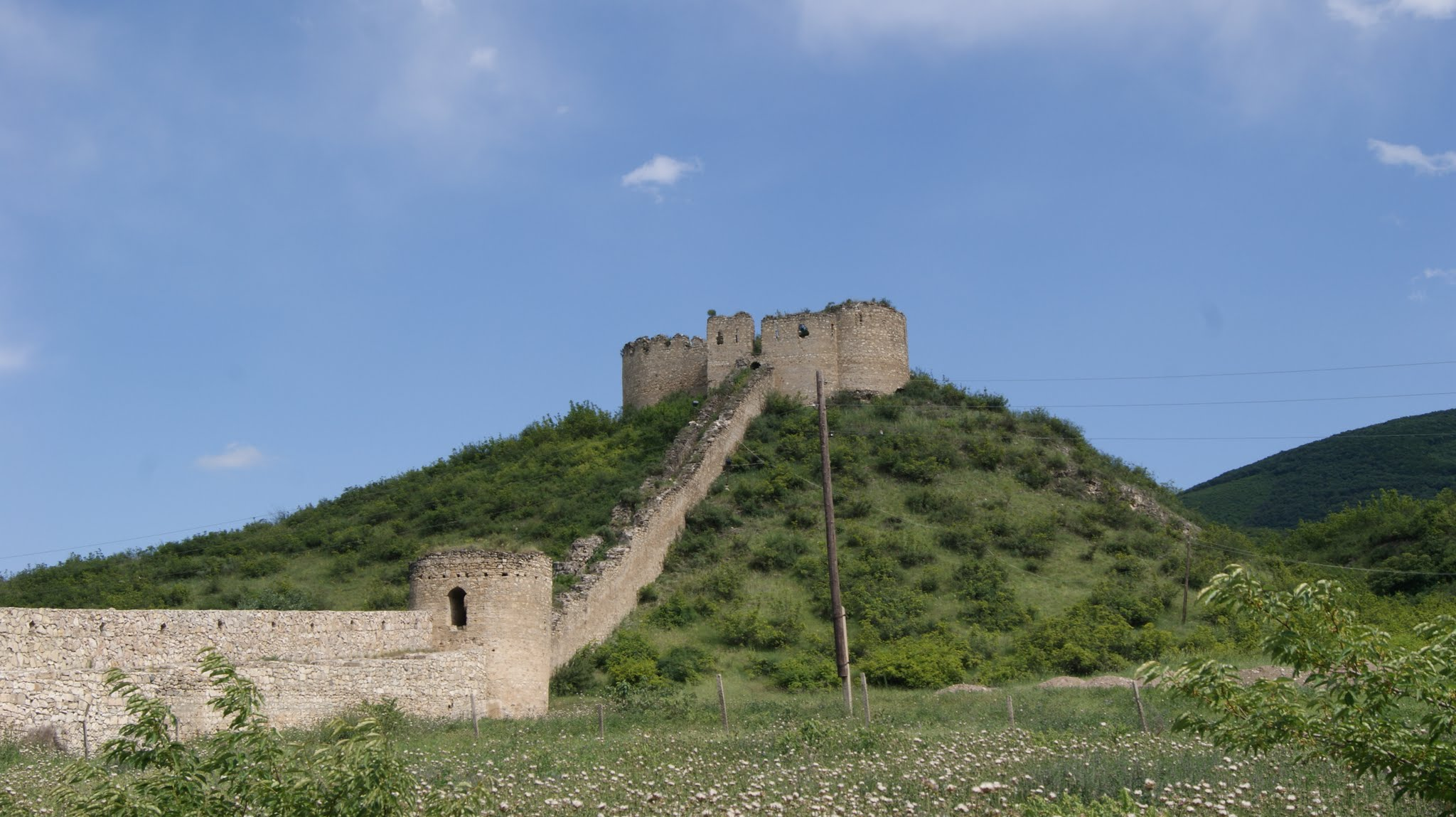
La fortezza
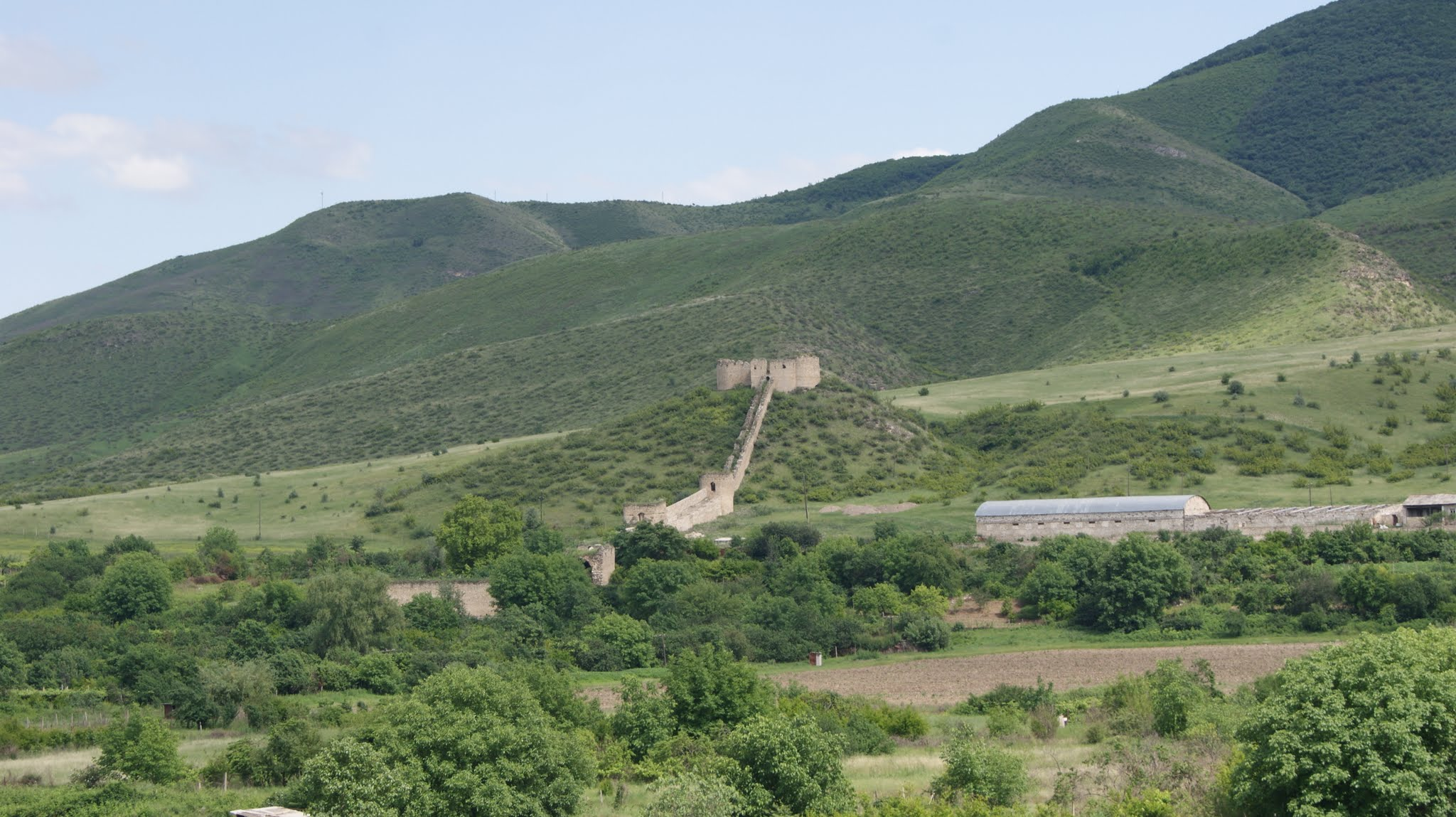
La fortezza
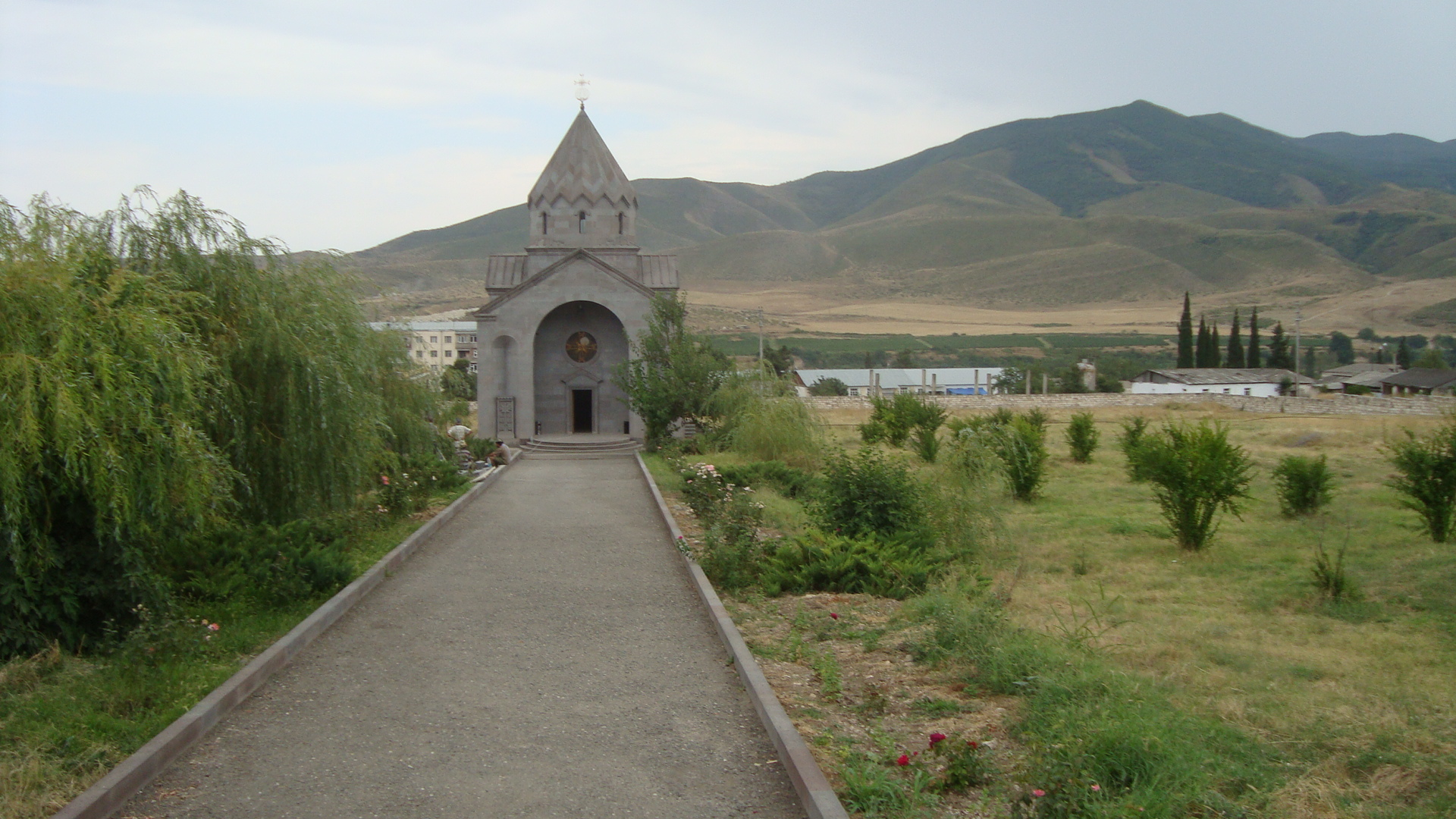
La nuova cattedrale
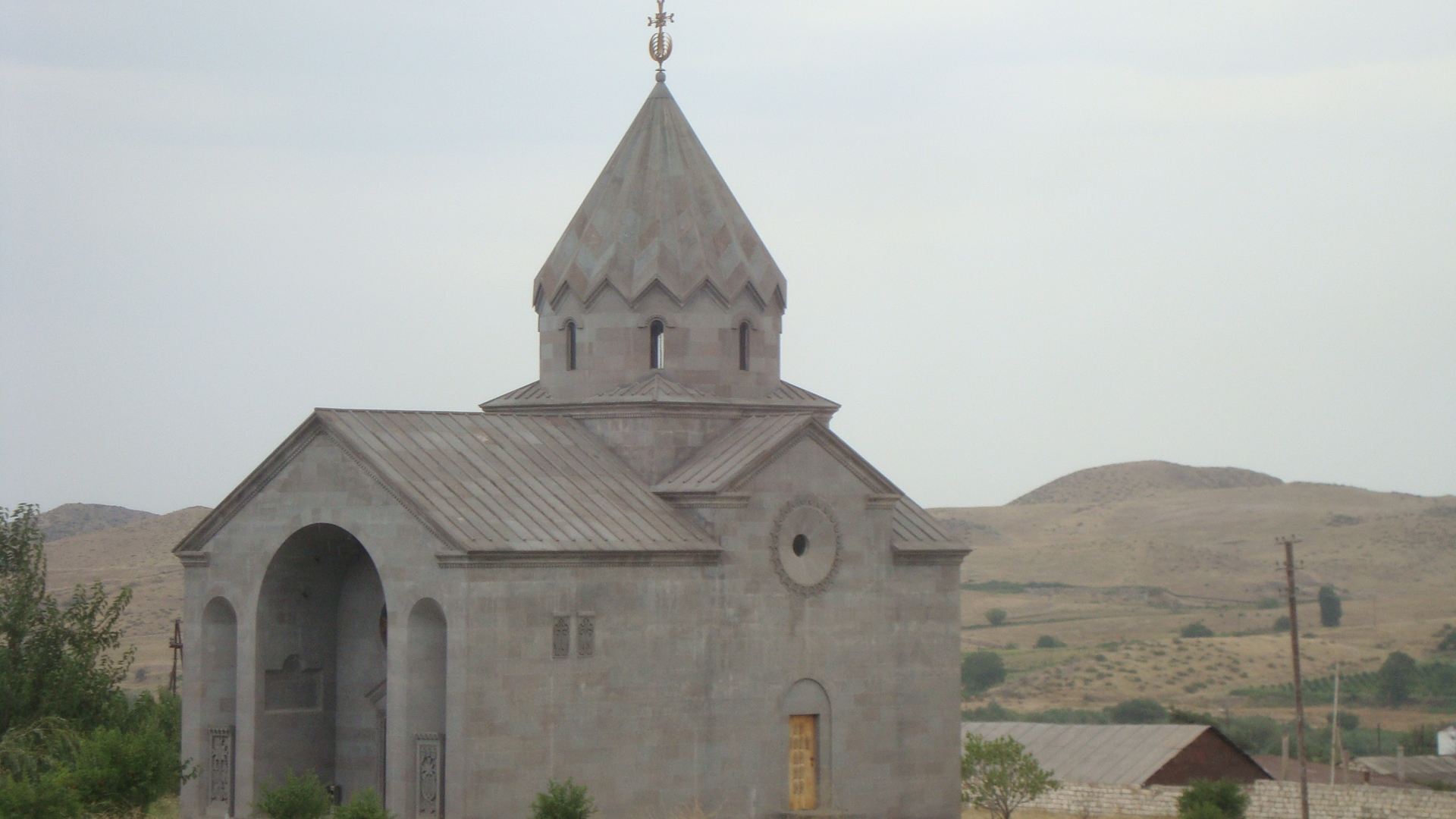
La nuova cattedrale
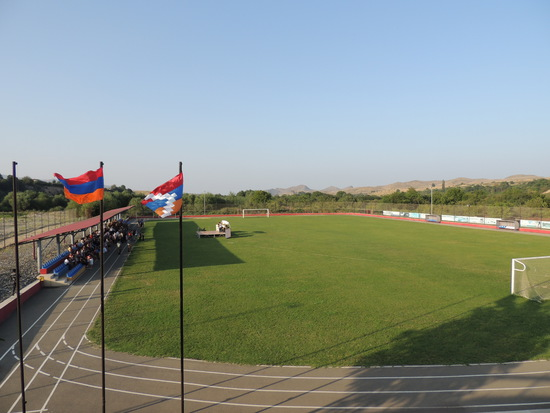
Il nuovo stadio comunale
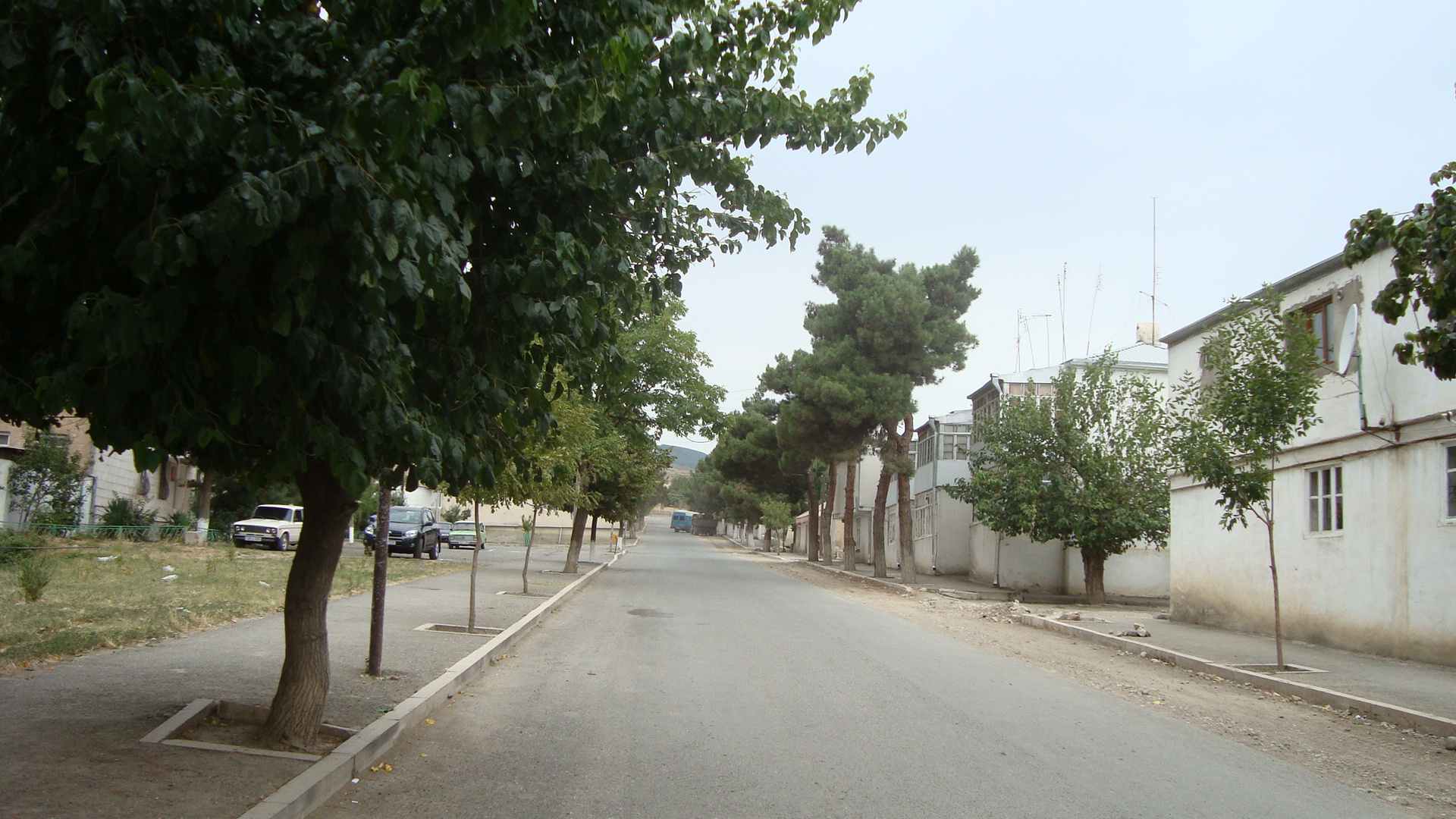
Una strada del centro
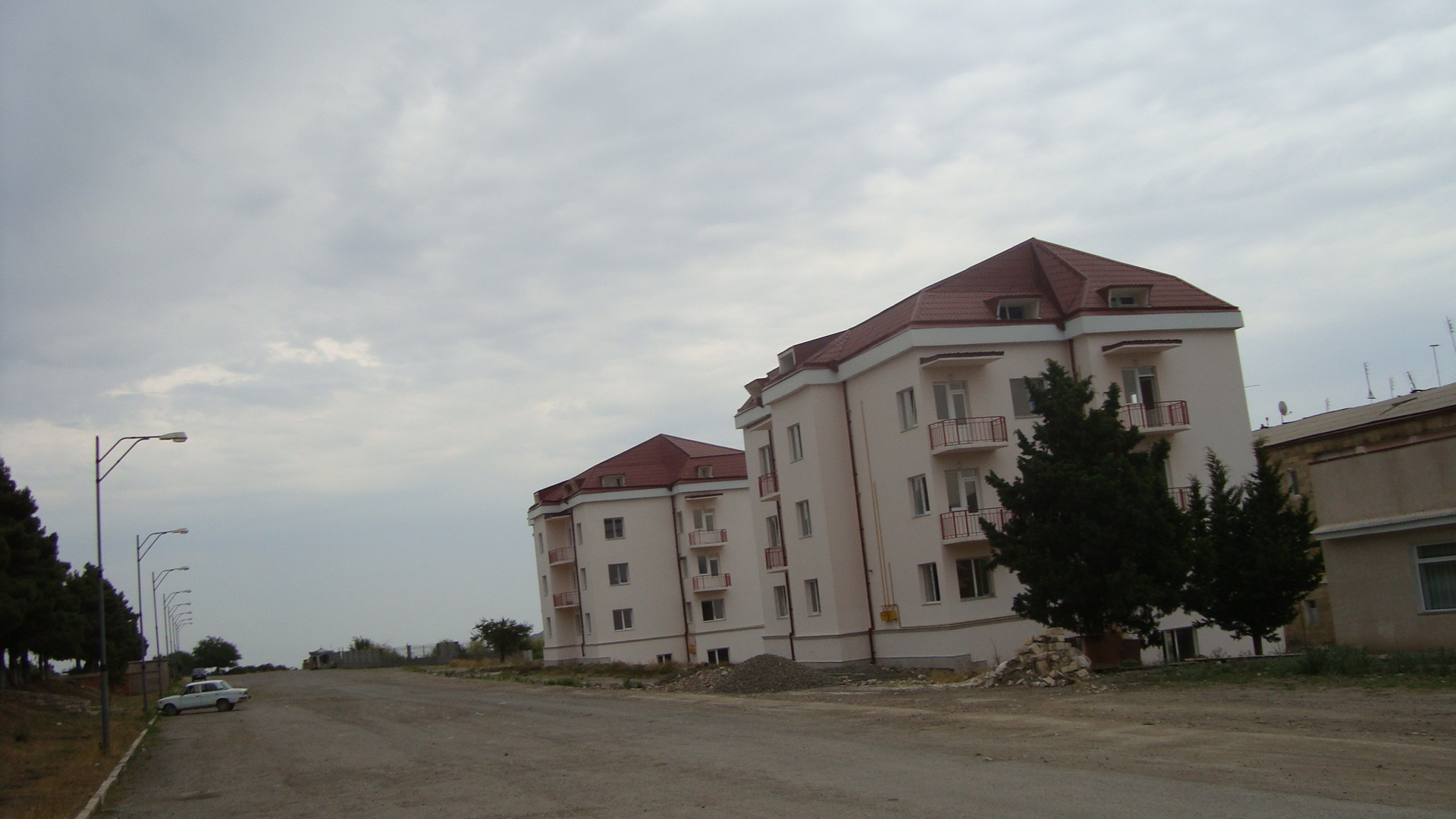
Nuove abitazioni in periferia